# Ambassade des États-Unis en Autriche
L'ambassade des États-Unis en Autriche est la représentation diplomatique des États-Unis auprès de la république d'Autriche. Elle est située à Vienne, la capitale, au 16 Boltzmanngasse, dans l'arrondissement d'Alsergrund. 

## Histoire
Les États-Unis établissent des relations diplomatiques avec l'empire d'Autriche en 1838, date à laquelle Henry A. P. Muhlenberg (en) est nommé envoyé extraordinaire et ministre plénipotentiaire.